# Pallavolo Piacenza
O Pallavolo Piacenza é um time italiano de voleibol masculino da cidade de Placência, Emília Romanha. Atualmente disputa o Campeonato Italiano de Voleibol Masculino.

## Resultados obtidos nas principais competições

### Títulos conquistados
Copa CEV
- Campeão: 2005-06

 Challenge Cup
- Campeão: 2012-13
- Vice-campeão: 2003-04

 Campeonato Italiano
- Campeão: 2008-09
- Vice-campeão: 2003-04, 2006-07, 2007-08 e 2012-13

 Supercopa Italiana
- Campeão: 2009

## Elenco
Integrantes do Copra Elior Piacenza para a disputa da Serie A1 2012/2013: